# 마이크로소프트 윈도우에 대한 비판
마이크로소프트의 데스크톱 운영체제, 윈도우의 여러 버전들은 마이크로소프트 창립 이래 다양한 비판을 받아왔다.

## 데이터 수집
윈도우 10의 개인 정보 보호 정책과 고객 데이터 수집 및 사용에 대해 옹호론자 및 기타 비평가들은 우려를 표했다. 기본 "익스프레스" 설정에서 윈도우 10은 사용자 연락처, 캘린더 데이터, "음성, 타이핑, 잉크 입력"을 개인화하기 위한 "관련 입력 데이터" 수집, 인식 개선을 위한 타이핑 및 잉크 데이터, 분석 및 광고 개인화를 위한 고유 "광고 ID" 사용 앱 허용(윈도우 8.1에서 도입된 기능) 그리고 사용자 위치 데이터 요청 및 이 데이터를 마이크로소프트와 "신뢰할 수 있는 파트너"에게 전송하여 위치 감지 개선(윈도우 8은 유사한 설정을 가지고 있었으나, 위치 데이터 수집에 "신뢰할 수 있는 파트너"가 포함되지 않았음)을 위해 다양한 정보를 마이크로소프트와 다른 당사자들에게 보내도록 설정되어 있다. 사용자는 대부분의 이 데이터 수집을 거부할 수 있지만, 오류 보고 및 사용을 위한 원격 측정 데이터는 마이크로소프트로 전송되며, 이는 윈도우 10의 엔터프라이즈 버전이 아닌 곳에서는 비활성화할 수 없다. 코타나 지능형 개인 비서를 사용하는 것 또한 기능 개인화를 위해 "기기 위치, 캘린더 데이터, 사용 앱, 이메일 및 문자 메시지 데이터, 통화 대상, 연락처 및 기기에서 이들과 상호 작용하는 빈도"와 같은 데이터 수집을 필요로 한다.
Rock, Paper, Shotgun의 작가 알렉 미어는 마이크로소프트의 이러한 데이터 수집 의도가 투명하지 않다고 주장하며 "45페이지 분량의 정책 문서와 13개의 다른 설정 화면 및 외부 웹사이트에 분산된 옵트아웃 설정이 '진정한 투명성'을 구성하는 세상은 없다"고 말했다. ExtremeTech은 이전에 캠페인에서 유사한 데이터 수집 전략으로 구글을 비판했음에도 불구하고, “[마이크로소프트]는 이제 구글이 부러워할 방식으로 데이터를 빨아들인다"고 지적했다. 그러나 이러한 방대한 고객 데이터 사용 요구는 클라우드 컴퓨팅 및 기타 형태의 외부 처리 의존도 증가와 구글 나우 및 Siri와 같은 모바일 장치 서비스의 유사한 데이터 수집 요구 사항을 인용하며, 이미 일반적인 현상이 되었다고도 지적되었다. 2015년 8월, 러시아 정치인 니콜라이 레비체프는 윈도우 10이 사용자 데이터를 미국 내 서버로 전송하기 때문에 러시아 정부에서 사용이 금지되어야 한다고 촉구했다(모든 온라인 서비스가 러시아 사용자의 데이터를 러시아 내 서버에 저장해야 하며, 그렇지 않으면 차단될 수 있다는 연방법은 2016년 9월에 발효되었다).
윈도우 10 출시 이후, 마이크로소프트가 "원격 측정" 기능을 추가한 "권장" 패치를 통해 운영체제의 강화된 데이터 수집 기능을 백포팅하여 윈도우 7 및 윈도우 8에 적용했다는 주장도 제기되었다. 업데이트된 "진단 추적 서비스"는 특히 마이크로소프트의 기존 고객 경험 개선 프로그램(문제 해결을 위해 추가 진단 정보를 마이크로소프트로 전송하는 옵트인 프로그램) 및 타사 소프트웨어용 애플리케이션 인사이트 서비스와 연결되어 있다.
데이터 수집 기능은 최종 사용자 사용권 계약에 따라 개인 정보, 검색 기록, 이메일 내용, 채팅, 영상 통화, 음성 메일, 사진, 문서, 개인 파일 및 키 입력을 마이크로소프트로 전송하여 분석할 수 있다. 마이크로소프트의 서비스 약관은 다음과 같이 업데이트되었다.
| “ | 당사의 고객을 보호하거나 서비스 이용 약관을 집행하는 데 필요하다고 선의로 판단되는 경우, 콘텐츠(이메일, 기타 개인 통신 또는 개인 폴더의 파일 내용 등)를 포함한 개인 데이터에 액세스, 공개 및 보존합니다. | ” |

## 디지털 권리 관리
윈도우 비스타 출시 직후, 컴퓨터 과학자 피터 구트만은 마이크로소프트 윈도우에 포함된 디지털 권리 관리(DRM)를 비판했다. DRM은 콘텐츠 제공업체가 특정 유형의 멀티미디어 재생에 제한을 가할 수 있도록 허용하는 기능이다. 그는 자신이 발표한 글에서 다음과 같이 비판을 정리했다.
- DRM이 의도치 않게 기능을 비활성화할 수 있다.
- 하드웨어 기능 검사 요구 사항으로 인해 오픈 소스 하드웨어가 차단될 수 있다.
- 하드웨어 아키텍처로 인해 통합 드라이버가 불가능하다.
- 일부 드라이버에 버그가 있었다.
- 한 드라이버에서 콘텐츠 유출이 발견되면, 마이크로소프트는 해당 드라이버를 사용하는 모든 컴퓨터에서 원격으로 이 드라이버를 종료하여 서비스 거부 문제를 일으킬 수 있다.
- DRM은 시스템 안정성을 저하시키고 하드웨어 비용을 증가시킨다.
- 소프트웨어 제조업체는 불필요한 타사 지식 재산권을 라이선스해야 하므로 드라이버 비용이 증가한다.
- DRM은 너무 많은 CPU와 장치 자원을 소비한다.

이 분석에 대해 마이크로소프트는 이러한 문제가 있는 기능은 재생되는 콘텐츠가 요구할 때만 활성화될 것이라고 응답했다. 다른 응답은 ZDNet의 조지 오우와 에드 보트로부터 나왔다. 보트는 또한 구트만의 주장에 대한 3부작 반박문을 발표했는데, 여기서 그는 분석 논문의 여러 사실 오류를 자세히 설명하고, 구트만이 의심스러운 출처(개인 블로그 게시물, 친구의 일화적인 증거, 구글 검색)에 의존하고 자신의 이론을 직접 테스트하지 않았다고 비판했다.
윈도우 7의 경우에도 "가혹한 DRM"에 대한 주장이 제기되어 슬래시닷 웹사이트에서 논쟁과 비판을 불러일으켰다. 광범위한 비스타 DRM에 대한 주장과 마찬가지로, 독립 기술 작가들은 이러한 주장을 잘못된 분석으로 빠르게 일축했다. 비판을 촉발시킨 실제 문제는 파일을 변경하여 어도비 크리에이티브 제품군 (CS) 복사 방지 메커니즘을 우회하려던 한 명의 사용자에게 발생한 무관한 문제로 밝혀졌다. 작동하지 않자, 사용자는 이것이 윈도우의 "가혹한 DRM" 때문이라고 결론지었다.

## 윈도우에 인터넷 익스플로러 통합
윈도우 98부터 인터넷 익스플로러 웹 브라우저가 윈도우 셸에 통합된 것에 대해 윈도우는 비판을 받았다. 이전에는 인터넷 익스플로러가 별도의 응용 프로그램으로 제공되었다. 한 가지 문제는 익스플로러를 다른 공급업체의 제품으로 쉽게 교체할 수 없었기 때문에 이는 소비자 선택을 저해한다는 것이었다. 이 문제는 마이크로소프트가 독점적 관행을 행하고 있다는 우려를 불러일으켰고, 결국 법정 밖에서 합의된 미국 대 마이크로소프트사 소송으로 이어졌다.
통합의 또 다른 문제는 인터넷 익스플로러의 보안 취약점이 윈도우의 보안 취약점을 초래하여 공격자가 원격 코드 실행으로 윈도우를 악용할 수 있게 한다는 것이었다.
2009년 1월, 유럽 연합 집행위원회는 마이크로소프트의 윈도우에 인터넷 익스플로러를 번들로 제공하는 것에 대한 조사를 시작했다. 위원회는 "마이크로소프트가 인터넷 익스플로러를 윈도우 운영체제에 묶는 행위는 웹 브라우저 간의 경쟁을 해치고, 제품 혁신을 저해하며, 궁극적으로 소비자 선택을 감소시킨다"고 밝혔다. 유럽 연합 집행위원회와 마이크로소프트는 결국 마이크로소프트가 유럽 경제 지역의 윈도우 사용자에게 BrowserChoice.eu를 통해 웹 브라우저 선택 화면을 포함시키기로 합의했다.
윈도우 10에는 인터넷 익스플로러가 포함되어 있지만, 기본 브라우저는 마이크로소프트 엣지로 전환되었다. 윈도우 11에서는 레거시 애플리케이션을 위한 엣지의 인터넷 익스플로러 모드를 제외하고 인터넷 익스플로러가 제거되었다.

## NSA 백도어 의혹
1999년 노스캐롤라이나주 모리스빌에 있는 크립토님(Cryptonym)의 수석 과학자인 앤드류 페르난데스는 변수 _KEY에 저장된 암호화 공개 키와 _NSAKEY로 레이블된 두 번째 키를 발견했다. 이 발견은 음모론과 같은 수많은 추측을 불러일으켰는데, 그 중 하나는 두 번째 키가 미국 국가안보국(NSA)의 소유일 수 있으며, 이 키를 통해 정보 기관이 모든 윈도우 사용자의 보안을 침해할 수 있다는 것이었다. 또한 연구원 니코 반 소메렌 박사는 당시 출시 전이었던 윈도우 2000의 ADVAPI.DLL 파일에서 이 암호화 키와 세 번째 키를 발견했다. 당시 존재했다면 암호화 키를 발견하는 것이 불가능했을 암호화된 명령어 세트를 가진 CPU에 대한 우려도 제기되었다.
마이크로소프트는 이러한 주장을 부인하며, 키 이름이 규정에 부합하기 위해 백업 키가 필요하다는 NSA의 기술 검토 때문이라고 설명했다.
키의 이름 외에는 이 키가 백도어를 활성화했다는 어떠한 증거도 제시된 적이 없다.
암호학자이자 컴퓨터 보안 전문가인 브루스 슈나이어도 음모론에 반대하며, 만약 NSA가 마이크로소프트의 동의를 얻어 윈도우에 백도어를 만들고 싶었다면, 자신들만의 암호화 키가 필요 없었을 것이라고 지적했다.
이 암호화 키는 윈도우 95 OSR2 이후의 모든 윈도우 버전에 포함되어 있다.

## 패치 시간
2010년에 구글 엔지니어 태비스 오맨디는 마이크로소프트가 윈도우 가상 도스 머신(VDM)에 보고된 보안 취약점을 패치(수정)하는 데 너무 오랜 시간이 걸린다고 비판했는데, 오맨디가 마이크로소프트에 보고한 지 7개월 후에야 패치되었다. 2004년에는 보안 연구 회사 eEye 디지털 보안의 최고 해킹 책임자인 마크 마이프렛이 마이크로소프트가 윈도우 ASN.1 구현에 대한 보안 패치를 200일 후에야 제공했다고 비판했다.

## 윈도우 부패
마이크로소프트의 경쟁사인 구글은 윈도우가 장기간 사용 시 느려지고 신뢰성이 떨어진다고 비판했다.
ZDNet의 에이드리언 킹슬리-휴즈는 시간이 지남에 따라 속도가 느려지는 현상은 너무 많은 소프트웨어를 로드하고, 중복 소프트웨어를 로드하며, 너무 많은 무료/평가판/베타 소프트웨어를 설치하고, 오래되고 구식이거나 잘못된 드라이버를 사용하고, 이전 드라이버를 제거하지 않고 새 드라이버를 설치하는 것 때문이며, 악성 소프트웨어와 스파이웨어 때문일 수도 있다고 생각한다고 말했다.

## 같이 보기
- 마이크로소프트에 대한 비판
- 윈도우 XP에 대한 비판
- 윈도우 비스타에 대한 비판
- 윈도우 10에 대한 비판
- DLL 지옥
- UEFI 시큐어 부트 비판